# اويمقلي (جرجر)
اويمقلي (بالتركية: Oymaklı)‏ هي قرية تركيّة تتبع إداريّاً لمديرية جرجر في محافظة أديامان التركية، بلغ عدد سكانها 343 نسمة في عام 2021.